# Joe Quarterman
Joe Quarterman, também conhecido como Sir Joe Quarterman, é um cantor americano de funk e soul. Uma de suas canções, "(I Got) So Much Trouble in My Mind" ((Eu Tenho) Tantos Problemas na Minha Mente) figurou na trilha sonora do jogo eletrônico Grand Theft Auto: San Andreas, mais precisamente na rádio Master Sounds 98.3.